# ترك أباد (بزنجان)
ترك أباد (بالفارسية: ترک‌آباد) هي قرية تقع في إيران في قسم بزنجان الريفي. يقدر عدد سكانها بـ 55 نسمة .